# كلارا دوبريف
كلارا دوبريف (مواليد 2 شباط / فبراير 1972) هي سياسية مجرية ونائبة رئيس البرلمان الأوروبي. وهي متزوجة من رئيس الوزراء السابق فيرينتس غورتشاني. ولدت في صوفيا، بلغاريا لأم مجرية وأب بلغاري. حصلت دوبريف على شهادة في الاقتصاد من جامعة كورفينوس في بودابست ‏، وشهادة في القانون من جامعة أوتفوش لوراند للفنون والعلوم. خلال سنوات عملها في جامعة كورفينوس، كانت عضوًا في آيزيك، وفي المؤتمر العالمي للمنظمة عام 1992 كانت نائب رئيس مجلس الرسوم المتحركة المسؤول عن العلاقات العامة.